# Арена (Нюрнберг)
Вижте пояснителната страница за други значения на Арена.
„Арена“ е зала в Нюрнберг, Германия.
Открита е през 2001 г. Има капацитет от 8200 седящи места за спорт и общо 11 000 места за концерти.
Използва се за хокей на лед, баскетбол и концерти. Световната федерация по кеч изнася шоу в залата през ноември 2006 г.